# 採石跡湖 (メリーランド州)
採石跡湖（さいせきせきこ、英：Quarry Lake）は、メリーランド州ボルチモア郡のパイクスビル地域にある人工湖である。元々は大理石の採石場だったが、現在では、メリーランド州で最も深い湖の1つである。湖は一軒家、分譲アパート、商店、オフィスビルを含む住宅開発と商業開発が混合したQuarry Lake at Greenspringに囲まれている。

## 歴史
湖自体は、採石場に水が溜まって出来たものであり、1877年にさかのぼる 。en:Greenspring Avenueの側、en:Old Court RoadとSmith Avenueの間にあった。採石場は、元々the Boyle familyが運営していた可能性が高いが、後にthe McMahon familyに代わった。McMahonの採石場は、Arundel Corporationにより1937年に買収され、Greenspring採石場として知られるようになった。採石場では、他の鉱物が見つかっていたが、en:Cockeysville Marbleの片麻岩相から砕石を生産していた。ボルチモア郡のThe Arundel Corporationは、en:Vulcan Materials Companyの子会社として存続している 。
1999年、不動産建設の為の新たなen:Mixed-use developmentを許す協定が同意に至った。建設は2005年に始まり、最初の事業が2006年に入って開始され、現在では、en:LifeBridge Healthの医療事務所、ウォルグリーン、en:The Fresh Marketが含まれる。開発はまた、83戸の一軒家と50ヶ所の分譲アパートも特徴である。

開発の中心は、40エーカー（16万平方メートル）の湖が特徴であり、深さは500フィート（150メートル）で、メリーランド州で最も深い湖の1つである。

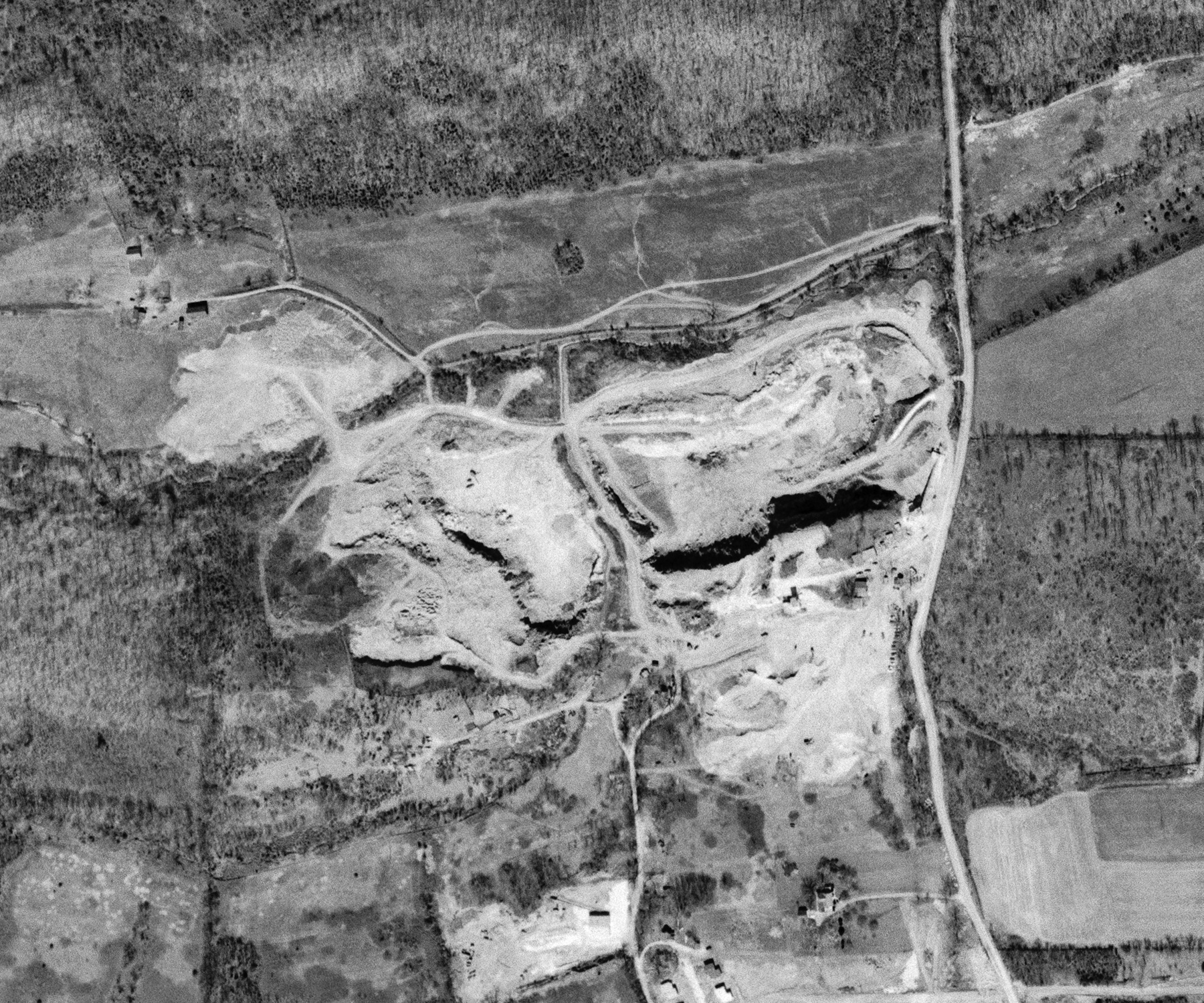
採石場（1956年）。
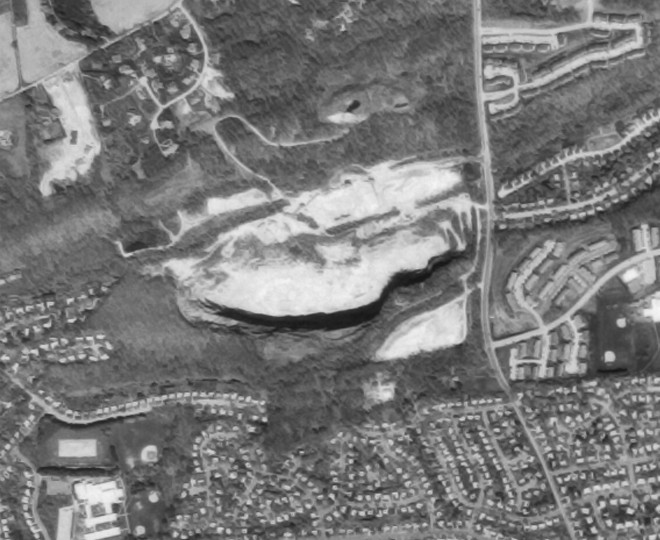
採石場（1998年）。水が溜まる数年前。